# Sutera
 Sutera ist eine italienische Gemeinde im Freien Gemeindekonsortium Caltanissetta in der Autonomen Region Sizilien mit 1156 Einwohnern (Stand 31. Dezember 2023) und  ist Mitglied der Vereinigung I borghi più belli d’Italia (Die schönsten Orte Italiens).

## Daten und Fakten
Die Gemeinde liegt etwa 70 km südöstlich von Palermo und etwa 30 km westlich von Caltanissetta. Das Gebiet wird von einem großen monolithischen Felsen, dem Monte San Paolino, dominiert.
Haupterwerb der Einwohner ist die Landwirtschaft, es werden Getreide, Mandeln und Oliven angebaut.
Die Nachbargemeinden sind Acquaviva Platani, Bompensiere, Campofranco, Casteltermini (AG), Milena und Mussomeli.

## Geschichte
Schon in vorgeschichtlicher Zeit lebten hier Menschen. Zur Zeit der arabischen Herrschaft über Sizilien wurde der Ort befestigt.
1366 wurde der Ort zur Domäne der Familie Chiaramonte. Bis in das 16. Jahrhundert wuchs die Stadt. Danach siedelten die Einwohner in neu gegründeten Gemeinden in der Gegend um Caltanissetta.
1905 zerstörte ein Erdrutsch des Monte San Paolino einen Großteil der Stadt.

## Bauwerke
- Rathaus und Kirche Sant’Agata an der Piazza Umberto I. aus dem 15. Jahrhundert
- Kirche San Giovanni an der Piazza San Giovanni
- Kirche Santa Maria delle Grazie an der Piazza Umberto I.
- Kirche del Carmine an der Via del Carmine
- Pfarrkirche Maria SS. Assunta
- Kirche San Paolino auf dem Monte San Paolino

## Partnerstädte

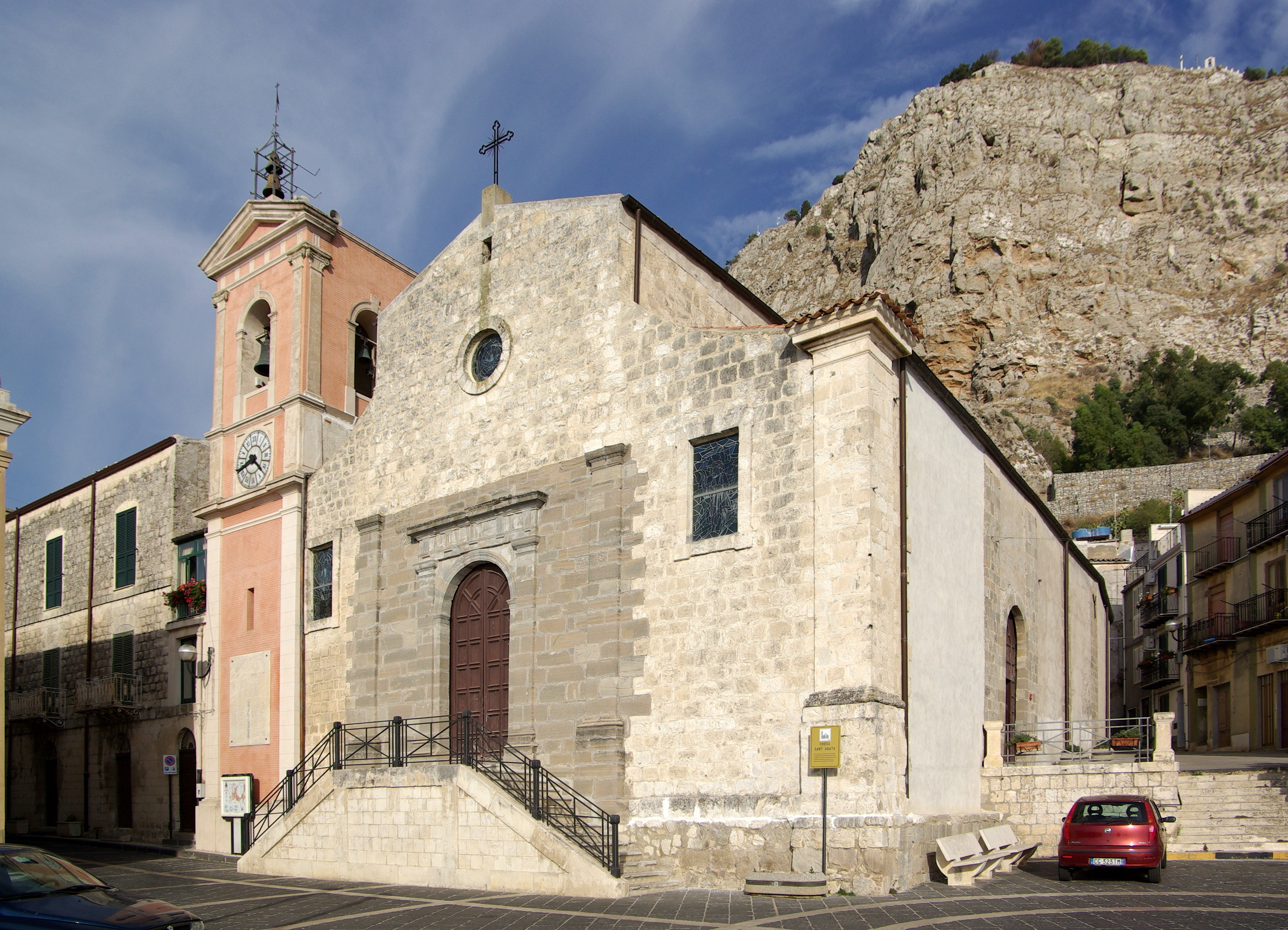
Chiesa di Sant’Agata

- Dillingen/Saar (Deutschland)
- Borough of Broxbourne (Vereinigtes Königreich)
- Nola (Italien)